# Споменик оснивачима Кијева
Споменик оснивачима Кијева (укр. Пам'ятний знак на честь заснування міста Києва) је статуа која се налази на обали реке Дњепар у Наводњицки парк, Кијев, Украјина. Дизајнирао га је вајар Васиљ Бородај, а креиран је у знак сећања на 1500. годишњицу Кијева. Споменик је изграђен од армираног бетона и прикривен бакром. Завршен 1982. године, делимично се срушио 2010. године, али је обновљен у року од неколико месеци. Споменик се сматра симболом Кијева.

## Опис
Споменик приказује четверац легендарних осниваче Кијева. Четири фигуре стоје у чамцу, са сестром Либидом на прамцу са раширеним рукама, док су три брата нагомилана крај крме држећи оружје, два дуга танка копља и лук. Чамац почива на гранитном постољу који представља три таласа, а који и сам лежи на платформи од црвеног гранита. Поред споменика се налази фонтана са светлима у боји и млазовима воде до 3.5 m високо.
Бородај је засновао лице Либиде према лику своје ћерке Халина Бородај, који је преминула у 31. години.
У знак сећања на 1500. годишњицу Кијева, предузет је низ грађевинских пројеката, укључујући изградњу Украјинског дома, рестаурацију Златне капије и подизање овог споменика оснивачима града. Споменик је направљен од армираног бетона и покривен  јебакарним листом јер је Централни комитет Комунистичке партије Совјетског Савеза наредио да се обојени метали не користе из финансијских разлога након Летњих олимпијских игара 1980. године. Статуа је наишла на повољан пријем код Кијеваца када је инаугурисана 22. мај 1982. г.
Споменик се делимично срушио 2010. године, али је касније те године обновљен. Изабран је као лого за представљање града током фудбалског турнира УЕФА Еуро 2012, чији је Кијев био један од домаћина. Године 2021. Наводњицки парк је реновиран, а Виталиј Кличко, градоначелник Кијева, отворио је фонтану поред споменика. Током руске инвазије на Украјину 2022. био је међу градским споменицима који су били заштићени врећама песка или шперплочом.

## Рестаурација
Током вечери 23. фебруар 2010. објављено је да се задњи део споменика, укључујући две фигуре, срушио. Време је учинило свој данак на скулптури, а метални оквир је потпуно иструнуо. Градска државна управа Кијева је изјавила да намерава да обнови споменик, а у једном тренутку је званичник администрације пријавио да ће споменик бити замењен бронзаном копијом оригинала.
Три месеца и пет дана након колапса, 28. маја 2010. поподне, градоначелник Леонид Черновецки отворио је обновљени споменик на свечаној церемонији, на време за Дан Кијева. Средина споменика је реконструисана водоотпорним бетоном и додат је дренажни систем. Радови на рестаурацији коштали су 400 динара милиона УАХ, а тада је предвиђено да споменик траје најмање један век.

## Споменик на Мајдану Незалежности
Дана 21. новембар 2001. на Тргу независности (Мајдану Незалежности) је свечано отворен другачији споменик оснивачима Кијева. Реализовао га је вајар Анатаолиј Кушч, споменик на тргу такође садржи Ки, Шчек, Хорив и Либид, али има потпуно другачију композицију.